# Nati il 9 aprile
| Questa pagina contiene informazioni ricavate automaticamente dalle voci biografiche con l'ausilio del template Bio e di un bot. L'aggiornamento è periodico e automatico e ricostruisce completamente la pagina. Se manca una persona in questa lista, sei pregato di non aggiungerla, ma accertati piuttosto che la sua voce biografica contenga il template Bio e che i dati anagrafici siano correttamente compilati. Se il template Bio manca, inseriscilo tu stesso o, in alternativa, metti l'avviso {{tmp\|Bio}} che ne segnala la mancanza. Se i dati riportati sono sbagliati, correggi direttamente la voce biografica; le modifiche saranno visibili in questa lista entro pochi giorni. Per chiarimenti vedi il progetto biografie. La lista contiene solo le 1.140 persone che sono citate nell'enciclopedia e per le quali è stato implementato correttamente il template Bio. Pagina aggiornata al 13 ago 2025. |

## XI secolo(2)
- 1054 - Giuditta Maria di Baviera, duchessa
- 1096 - Al-Muqtafi, califfo († 1160)

## XIII secolo(2)
- 1283 - Margherita di Scozia, regina († 1290)
- 1285 - Buyantu Khan, imperatore cinese († 1320)

## XIV secolo(1)
- 1304 - Venturino da Bergamo, religioso italiano († 1346)

## XV secolo(3)
- 1427 - Beatrice d'Este, nobildonna italiana († 1497)
- 1458 - Camilla Battista da Varano, religiosa, mistica e umanista italiana († 1524)
- 1498 - Giovanni di Lorena, cardinale e arcivescovo cattolico francese († 1550)

## XVI secolo(8)
- 1511 - Vincenzo Morosini, politico italiano († 1588)
- 1517 - Maximilien Morillon, vescovo cattolico belga († 1586)
- 1521 - Alessandro Campesano, poeta italiano († 1572)
- 1550 - Giulio Pace, giurista e filosofo italiano († 1635)
- 1571 - Jerónimo de Rocamora, generale spagnolo († 1639)
- 1586 - Giulio Enrico di Sassonia-Lauenburg, duca († 1665)
- 1598 - Johann Crüger, compositore e organista tedesco († 1662)
- 1598 - Filippino de' Medici, nobile italiano († 1602)

## XVII secolo(20)
- 1604 - Francesco Enrico di Sassonia-Lauenburg, nobile tedesco († 1658)
- 1618 - Cristiano di Legnica-Brieg, nobile polacco († 1672)
- 1618 - Agustín Moreto, drammaturgo e religioso spagnolo († 1669)
- 1624 - Henrik Ruse, ingegnere militare olandese († 1679)
- 1627 - Johann Kaspar Kerll, compositore e organista tedesco († 1693)
- 1632 - Nikolaus Martini, giurista tedesco († 1713)
- 1634 - Albertina Agnese d'Orange, nobile olandese († 1696)
- 1639 - Giovanni Battista Sacchetti, II marchese di Castel Rigattini, nobile italiano († 1688)
- 1644 - Marquard Rudolf von Rodt, vescovo cattolico tedesco († 1704)
- 1645 - Giovanni Fossa, pittore italiano († 1732)
- 1647 - João de Sousa, arcivescovo cattolico portoghese († 1710)
- 1648 - Henri de Massue, militare britannico († 1720)
- 1649 - James Scott, I duca di Monmouth, nobile e militare inglese († 1685)
- 1652 - Cristiano Ulrico I di Württemberg-Oels, generale prussiano († 1704)
- 1654 - Samuel Fritz, missionario e cartografo ceco († 1725)
- 1656 - Francesco Trevisani, pittore italiano († 1746)
- 1670 - John Trevelyan, II baronetto, politico inglese († 1755)
- 1674 - Carlo Pertusati, nobile e politico italiano († 1755)
- 1680 - Philippe Néricault Destouches, commediografo francese († 1754)
- 1688 - Paul de Lamerie, orafo britannico († 1751)

## XVIII secolo(31)
- 1701 - Giovanni Battista Nolli, ingegnere e architetto italiano († 1756)
- 1710 - György Klimó, vescovo cattolico ungherese († 1777)
- 1715 - Giovanni Carlo Boschi, cardinale e arcivescovo cattolico italiano († 1788)
- 1717 - Matthias Georg Monn, compositore e organista austriaco († 1750)
- 1739 - Bernardino da Ucria, botanico italiano († 1796)
- 1739 - Bernardino Marin, vescovo cattolico italiano († 1817)
- 1743 - Felice Lioy, avvocato e politico italiano († 1826)
- 1749 - Camillo Federici, drammaturgo e attore teatrale italiano († 1802)
- 1757 - Wojciech Bogusławski, attore teatrale, direttore teatrale e drammaturgo polacco († 1829)
- 1757 - Michael Bryan, storico dell'arte e mercante inglese († 1821)
- 1757 - Edward Pellew, I visconte di Exmouth, ammiraglio britannico († 1833)
- 1758 - Edward Onslow, nobile e politico inglese († 1829)
- 1759 - Carlos da Cunha e Menezes, cardinale e patriarca cattolico portoghese († 1825)
- 1760 - Giuseppe de Thurn, militare, imprenditore e banchiere austriaco († 1831)
- 1762 - Friedrich von Kleist, generale prussiano († 1823)
- 1763 - Domenico Dragonetti, contrabbassista e compositore italiano († 1846)
- 1765 - Antonio Nariño, politico colombiano († 1823)
- 1767 - Salvatore Ferro Berardi, vescovo cattolico italiano († 1819)
- 1769 - Jakob Heinrich Laspeyres, avvocato e entomologo tedesco († 1809)
- 1770 - Thomas Johann Seebeck, fisico estone († 1831)
- 1772 - John Brabazon, X conte di Meath, nobile irlandese († 1851)
- 1773 - Marie Boivin, divulgatrice scientifica e scrittrice francese († 1841)
- 1783 - Karl Georg von Raumer, geologo, educatore e mineralogista tedesco († 1865)
- 1787 - Johann Gottlob von Quandt, storico dell'arte e mecenate tedesco († 1859)
- 1790 - Elisabetta Vendramini, religiosa italiana († 1860)
- 1793 - Louis-Victor Baillot, militare francese († 1898)
- 1794 - Theobald Böhm, flautista, inventore e compositore tedesco († 1881)
- 1797 - Giuseppe Arconati Visconti, nobile e politico italiano († 1873)
- 1797 - Pierre Carmouche, drammaturgo, librettista e cantautore francese († 1868)
- 1797 - Giuseppe Corneliani, medico italiano († 1855)
- 1800 - Roberto de Visiani, botanico, naturalista e letterato italiano († 1878)

## XIX secolo(158)
- 1802 - Elias Lönnrot, filologo, medico e botanico finlandese († 1884)
- 1806 - Isambard Kingdom Brunel, ingegnere britannico († 1859)
- 1807 - Alessandro Cialdi, ammiraglio e ingegnere italiano († 1882)
- 1808 - Philipp Christoph Zeller, entomologo tedesco († 1883)
- 1811 - Joseph Kleutgen, religioso e teologo tedesco († 1883)
- 1812 - Giuseppe Cornero, avvocato e prefetto italiano († 1895)
- 1812 - Ernest Perrot De Thannberg, patriota e militare francese († 1883)
- 1813 - Alexander Heubel, pittore lettone († 1847)
- 1813 - Giuseppe Valerga, patriarca cattolico italiano († 1872)
- 1815 - Alphonse Beau de Rochas, inventore e ingegnere francese († 1893)
- 1815 - Louis de Mas Latrie, medievista, diplomatista e paleografo francese († 1897)
- 1816 - Charles-Eugène Delaunay, astronomo e matematico francese († 1872)
- 1817 - Alexander Thomson, architetto scozzese († 1875)
- 1819 - Václav Treitz, patologo ceco († 1872)
- 1820 - Angelo Zanardini, librettista e compositore italiano († 1893)
- 1821 - Charles Baudelaire, poeta, scrittore e critico letterario francese († 1867)
- 1823 - Rudolph Feilding, VIII conte di Denbigh, nobile inglese († 1892)
- 1823 - Albert Flamm, pittore tedesco († 1906)
- 1824 - Domenico Genoese Zerbi, politico italiano († 1897)
- 1826 - Francesco Verasis Asinari, nobile, politico e militare italiano († 1867)
- 1826 - Chatham Roberdeau Wheat, avventuriero statunitense († 1862)
- 1827 - Maria Susanna Cummins, scrittrice statunitense († 1866)
- 1830 - Eadweard Muybridge, fotografo britannico († 1904)
- 1832 - Giuseppe Bustelli, poeta e traduttore italiano († 1909)
- 1832 - Edgar Raoul-Duval, politico e magistrato francese († 1887)
- 1834 - Edmond Nicolas Laguerre, matematico francese († 1886)
- 1835 - Leopoldo II del Belgio, re belga († 1909)
- 1840 - Praskov'ja Sergeevna Ščerbatova, storica e archeologa russa († 1924)
- 1841 - Thomas Fearnley, imprenditore e filantropo norvegese († 1927)
- 1841 - Johann Gottlieb Otto Tepper, entomologo tedesco († 1923)
- 1842 - William Franklin Draper, imprenditore, diplomatico e politico statunitense († 1910)
- 1843 - Emilio Baumann, allenatore di ginnastica italiano († 1916)
- 1846 - Francesco Paolo Tosti, compositore e cantante italiano († 1916)
- 1847 - Jeronimo de la Ossa, ingegnere e poeta panamense († 1907)
- 1848 - Alexandre Bisson, commediografo, romanziere e librettista francese († 1912)
- 1848 - Pierre Daniël Chantepie de la Saussaye, storico delle religioni olandese († 1920)
- 1848 - Pio Carlo Falletti, storico italiano († 1933)
- 1848 - Helene Lange, pedagogista e politica tedesca († 1930)
- 1848 - Ezequiel Moreno, vescovo cattolico e santo spagnolo († 1906)
- 1849 - David N. Wotherspoon, calciatore scozzese († 1906)
- 1850 - George Huntington, medico statunitense († 1916)
- 1851 - Pietro Cella, militare italiano († 1896)
- 1851 - Arthur Wichmann, geologo e mineralogista tedesco († 1927)
- 1852 - Raffaele De Cornè, ingegnere e dirigente pubblico italiano († 1929)
- 1852 - Bertha Porter, biografa britannica († 1941)
- 1855 - Emilio Barbiano di Belgiojoso d'Este, nobile e dirigente sportivo italiano († 1944)
- 1855 - Joseph Hellmesberger, compositore e direttore d'orchestra austriaco († 1907)
- 1855 - Paulos Kountouriōtīs, ammiraglio e politico greco († 1935)
- 1856 - Lorenzo Camerano, biologo, entomologo e erpetologo italiano († 1917)
- 1856 - Paku Alam VI, sovrano indonesiano († 1902)
- 1858 - Zdenka Braunerová, pittrice, illustratrice e grafica ceca († 1934)
- 1859 - Julius Hart, scrittore tedesco († 1930)
- 1859 - Henri Lavedan, scrittore, commediografo e giornalista francese († 1940)
- 1859 - Tom Watson, allenatore di calcio inglese († 1915)
- 1860 - Emily Hobhouse, attivista britannica († 1926)
- 1861 - Charles Holroyd, pittore inglese († 1917)
- 1862 - Henry Tonks, pittore e insegnante britannico († 1937)
- 1863 - Luisa Anzoletti, poetessa e scrittrice italiana († 1925)
- 1863 - Martha Needle, serial killer australiana († 1894)
- 1863 - Henry De Vere Stacpoole, scrittore e medico irlandese († 1951)
- 1864 - Nikolaj Semënovič Čcheidze, rivoluzionario e politico georgiano († 1926)
- 1864 - Archibald Knox, artista, designer e orafo britannico († 1933)
- 1864 - Sebastian Ziani de Ferranti, inventore e ingegnere inglese († 1930)
- 1865 - Sor Capanna, cantastorie italiano († 1921)
- 1865 - Erich Ludendorff, generale tedesco († 1937)
- 1865 - Violet Nicolson, poetessa inglese († 1904)
- 1865 - Charles Proteus Steinmetz, scienziato e matematico tedesco († 1923)
- 1866 - Bart Adams, golfista statunitense († 1944)
- 1866 - Marco di Saluzzo di Paesana, politico italiano († 1928)
- 1867 - Joseph Bidez, filologo classico belga († 1945)
- 1867 - L. Rogers Lytton, attore, regista e sceneggiatore statunitense († 1924)
- 1867 - Chris Watson, politico australiano († 1941)
- 1867 - Charles Winckler, tiratore di fune danese († 1932)
- 1868 - James H. Leuba, psicologo statunitense († 1946)
- 1869 - Élie Joseph Cartan, matematico francese († 1951)
- 1871 - Pasquale Rizzoli, scultore italiano († 1953)
- 1871 - Ignatius Taschner, scultore e incisore tedesco († 1913)
- 1872 - Léon Blum, politico francese († 1950)
- 1872 - Tito Camillo Cazzaniga, matematico italiano († 1900)
- 1872 - Ida Mango, scrittrice e traduttrice italiana
- 1873 - Margaret Grosvenor, marchesa di Cambridge, nobildonna inglese († 1929)
- 1873 - Gino Piva, sindacalista, politico e giornalista italiano († 1946)
- 1874 - Julius Bittner, compositore e giurista austriaco († 1939)
- 1874 - Gian Noceti Della Casa, compositore e chitarrista italiano († 1957)
- 1874 - Madeleine Sémer, mistica francese († 1921)
- 1875 - Leonetto Cappiello, pubblicitario, illustratore e pittore italiano († 1942)
- 1875 - Jacques Futrelle, scrittore e giornalista statunitense († 1912)
- 1876 - Ettore Bastico, generale italiano († 1972)
- 1876 - Park Trammell, politico statunitense († 1936)
- 1878 - Marcel Grossmann, matematico svizzero († 1936)
- 1879 - Stanislao Amato, avvocato e politico italiano († 1944)
- 1879 - Giulio Ferrari, imprenditore italiano († 1965)
- 1879 - Thomas Meighan, attore statunitense († 1936)
- 1880 - Maria Jotuni, scrittrice e drammaturga finlandese († 1943)
- 1880 - Jan Letzel, architetto ceco († 1925)
- 1880 - Rémy Orban, canottiere belga († 1951)
- 1881 - Pietro Barone, ammiraglio italiano († 1975)
- 1882 - Juozas Tūbelis, politico lituano († 1939)
- 1882 - Federico Francesco IV di Meclemburgo-Schwerin, sovrano tedesco († 1945)
- 1883 - Renzo Rinaldo Bossi, compositore italiano († 1965)
- 1883 - Ivan Aleksandrovič Il'in, filosofo russo († 1954)
- 1883 - Giovanni Milani, avvocato e politico italiano († 1961)
- 1883 - Mohammed Nadir Shah, sovrano afghano († 1933)
- 1884 - Peter Villemoes Andersen, ginnasta danese († 1956)
- 1884 - Kuno-Hans von Both, generale tedesco († 1955)
- 1884 - Fernando Nizza, calciatore e dirigente sportivo italiano († 1945)
- 1884 - Otakar Vindyš, hockeista su ghiaccio ceco († 1949)
- 1884 - Franco Vittadini, compositore e direttore d'orchestra italiano († 1948)
- 1884 - Ramón de Cárdenas, avvocato spagnolo († 1943)
- 1885 - Frederik Hulswit, pallanuotista olandese († 1932)
- 1885 - Gerhard von Kanitz, politico prussiano († 1949)
- 1885 - Wyndham Raymond Portal, I visconte Portal, politico britannico († 1949)
- 1886 - Rudolf Koch-Erpach, generale tedesco († 1971)
- 1886 - Raffaele Numeroso, politico italiano († 1969)
- 1886 - Sirio Tofanari, scultore italiano († 1969)
- 1886 - John Whitaker, ginnasta britannico († 1977)
- 1887 - Florence Price, compositrice, pianista e organista statunitense († 1953)
- 1887 - Vicleffo Scamuzzi, baritono italiano († 1955)
- 1888 - Pius Font i Quer, botanico e farmacista spagnolo († 1964)
- 1888 - Sol Hurok, impresario teatrale russo († 1974)
- 1888 - Francesco Rossi, militare italiano († 1917)
- 1888 - Sabato Visco, fisiologo, politico e nutrizionista italiano († 1971)
- 1889 - Guido Cantini, commediografo e scrittore italiano († 1945)
- 1889 - Johnny Kilbane, pugile statunitense († 1957)
- 1889 - Silvio Quadrelli, sollevatore italiano († 1970)
- 1890 - Pietro d'Acquarone, nobile, politico e militare italiano († 1948)
- 1890 - Giuseppe Del Campo, violoncellista e direttore d'orchestra italiano († 1950)
- 1890 - Aristide Garbini, attore italiano († 1950)
- 1890 - Efrem Zimbalist, violinista, compositore e direttore d'orchestra russo († 1985)
- 1890 - Adile Zogu, principessa albanese († 1966)
- 1891 - Kurt Schmidt, generale tedesco († 1945)
- 1892 - Giuseppe Mozzanica, scultore italiano († 1983)
- 1893 - Gyula Glykais, schermidore ungherese († 1948)
- 1893 - Victor Mallet, diplomatico britannico († 1969)
- 1894 - Pedro Flores, compositore portoricano († 1979)
- 1894 - Jean Gounot, ginnasta francese († 1978)
- 1894 - Chico Netto, calciatore e allenatore di calcio brasiliano († 1959)
- 1894 - Camil Petrescu, scrittore e filosofo rumeno († 1957)
- 1894 - Gerhard Schmidhuber, generale tedesco († 1945)
- 1894 - Keiji Shibasaki, ammiraglio giapponese († 1943)
- 1895 - Clément Doucet, pianista belga († 1950)
- 1895 - Andre de Kruijff, calciatore olandese († 1964)
- 1895 - José María Peña, allenatore di calcio e calciatore spagnolo († 1989)
- 1895 - Eduardo Propper de Callejón, diplomatico spagnolo († 1972)
- 1895 - Michel Simon, attore svizzero († 1975)
- 1896 - Anton Franzen, politico tedesco († 1968)
- 1896 - Raffaele Sanna Randaccio, avvocato e politico italiano († 1968)
- 1896 - Alexander Tahy, aviatore austro-ungarico († 1918)
- 1897 - Germano Benencase, compositore, musicista e direttore d'orchestra brasiliano († 1975)
- 1897 - Marjorie Rhodes, attrice britannica († 1979)
- 1898 - Curly Lambeau, allenatore di football americano e giocatore di football americano statunitense († 1965)
- 1898 - Martinho Oliveira, calciatore portoghese († 1987)
- 1898 - Julius Patzak, tenore austriaco († 1974)
- 1898 - Paul Robeson, attore e cantante statunitense († 1976)
- 1899 - Hans Jeschonnek, generale tedesco († 1943)
- 1899 - James Smith McDonnell, aviatore statunitense († 1980)
- 1899 - Genzaburō Yoshino, scrittore, critico letterario e traduttore giapponese († 1981)
- 1900 - Allen Jenkins, attore statunitense († 1974)

## XX secolo(891)
- 1901 - Edna Hammel, attrice statunitense († 1964)
- 1901 - Ernie Hine, calciatore inglese († 1974)
- 1901 - Emil Hinkó, architetto, calciatore e allenatore di calcio ungherese († 2002)
- 1901 - Sharon Lynn, attrice statunitense († 1963)
- 1901 - Paul Willis, attore statunitense († 1960)
- 1901 - Henry Winterfeld, scrittore tedesco († 1990)
- 1902 - David Cecil, biografo, anglista e scrittore britannico († 1986)
- 1902 - Carlo Della Valle, geografo italiano († 1977)
- 1902 - Erich Fuchs, funzionario tedesco († 1980)
- 1902 - Giuseppe Grigoli, allenatore di calcio e calciatore italiano († 1975)
- 1902 - Giuseppe Sotgiu, avvocato, giurista e politico italiano († 1980)
- 1903 - Ward Bond, attore statunitense († 1960)
- 1903 - Gregory Goodwin Pincus, biologo statunitense († 1967)
- 1903 - Mimi Pollak, attrice e regista svedese († 1999)
- 1903 - György Skvarek, calciatore ungherese († 1952)
- 1903 - Ernst Albrecht von Siemens, fisico, imprenditore e alpinista tedesco († 1990)
- 1904 - Alma Bennett, attrice statunitense († 1958)
- 1904 - Albino Binda, ciclista su strada italiano († 1976)
- 1904 - Thomas Cooper, calciatore inglese († 1940)
- 1904 - Ludwig Hohl, scrittore svizzero († 1980)
- 1904 - Mariano Manent, allenatore di pallacanestro e arbitro di pallacanestro argentino († 1993)
- 1904 - Sisowath Kossamak, regina cambogiana († 1975)
- 1904 - Vittorio Staccione, calciatore italiano († 1945)
- 1905 - Guy Dugdale, bobbista britannico († 1982)
- 1905 - Pierino Ferioli, ciclista su strada italiano († 1985)
- 1905 - J. William Fulbright, politico, politologo e mecenate statunitense († 1995)
- 1906 - Rafaela Aparicio, attrice spagnola († 1996)
- 1906 - Ferdinando Barison, psichiatra italiano († 1995)
- 1906 - Carlo Di Donna, politico e calciatore italiano († 1980)
- 1906 - Antal Doráti, direttore d'orchestra e compositore ungherese († 1988)
- 1906 - Hugh Gaitskell, politico britannico († 1963)
- 1906 - Placido Gaslini, tennista italiano († 1975)
- 1906 - Jānis Skuja, calciatore lettone († 1996)
- 1906 - Natalia Tułasiewicz, partigiana polacca († 1945)
- 1906 - Victor Vasarely, pittore ungherese († 1997)
- 1907 - Richard Archbold, zoologo e esploratore statunitense († 1976)
- 1907 - Lina Basquette, attrice e ballerina statunitense († 1994)
- 1907 - Giambattista Bietti, oculista italiano († 1977)
- 1907 - Harald Christensen, pistard danese († 1994)
- 1907 - Birger Steen, calciatore norvegese († 1949)
- 1907 - Franz Wolf, militare austro-ungarico († 1999)
- 1908 - Joseph Krumgold, scrittore e sceneggiatore statunitense († 1980)
- 1909 - William Dodgin, Sr., allenatore di calcio e calciatore inglese († 1999)
- 1909 - Domenico Enrici, arcivescovo cattolico e diplomatico italiano († 1997)
- 1909 - Luigi Gatti, attore italiano († 1977)
- 1909 - Fay Helm, attrice statunitense († 2003)
- 1909 - Robert Helpmann, ballerino, attore e coreografo australiano († 1986)
- 1909 - Shigeharu Murata, aviatore e militare giapponese († 1942)
- 1909 - Armando Silvestri, scrittore di fantascienza e giornalista italiano († 1990)
- 1909 - Giacomo Vender, presbitero, militare e partigiano italiano († 1974)
- 1910 - Elizabeth Allan, attrice britannica († 1990)
- 1910 - Cloe Elmo, mezzosoprano italiano († 1962)
- 1910 - Kazimierz Lis, calciatore polacco († 1988)
- 1910 - Kōichi Oita, calciatore giapponese († 1996)
- 1910 - Nouhak Phoumsavanh, rivoluzionario, politico e patriota laotiano († 2008)
- 1911 - Rafael Arnaiz Barón, religioso spagnolo († 1938)
- 1911 - Jim Bannon, attore statunitense († 1984)
- 1911 - Paul Coste-Floret, politico francese († 1979)
- 1911 - Alessandro Fè d'Ostiani, pittore e tennista italiano († 1989)
- 1911 - Alexander Gordon-Lennox, ammiraglio scozzese († 1987)
- 1911 - Spec O'Donnell, attore statunitense († 1986)
- 1912 - Angelo Galateri di Genola, generale italiano († 1998)
- 1912 - Amácio Mazzaropi, attore, regista e comico brasiliano († 1981)
- 1912 - Gerhard Pedersen, pugile danese († 1987)
- 1912 - Raffaele Rossini, calciatore e allenatore di calcio italiano († 1986)
- 1912 - Camillo Zuffi, fumettista italiano († 2002)
- 1913 - Aleksanteri Saarvala, ginnasta finlandese († 1989)
- 1914 - Eugéne Cornelius Arthurs, missionario e vescovo cattolico irlandese († 1978)
- 1914 - Giuliana Fiorentino Tedeschi, scrittrice e superstite dell'Olocausto italiana († 2010)
- 1914 - Antoine Péronne, militare e aviatore francese († 1946)
- 1915 - Albert Rémy, attore francese († 1967)
- 1916 - Floris Luigi Ammannati, giornalista e critico cinematografico italiano († 1981)
- 1916 - Juan Eduardo Cirlot, scrittore spagnolo († 1973)
- 1916 - Elliot Handler, imprenditore statunitense († 2011)
- 1916 - Vivante Montanari, calciatore italiano († 1988)
- 1916 - László Weiner, compositore, pianista e direttore d'orchestra ungherese († 1944)
- 1917 - Johannes Bobrowski, scrittore e poeta tedesco († 1965)
- 1917 - Angelo Bonfanti, pittore italiano († 2001)
- 1917 - Franco Daverio, scultore, pittore e orafo italiano († 1999)
- 1917 - Brad Dexter, attore serbo († 2002)
- 1917 - Rolf Kauka, fumettista, illustratore e pittore tedesco († 2000)
- 1917 - Irene Morgan, attivista statunitense († 2007)
- 1918 - Adriano Seroni, politico, giornalista e critico letterario italiano († 1990)
- 1918 - Dick Taylor, allenatore di calcio e calciatore inglese († 1995)
- 1918 - Jørn Utzon, architetto danese († 2008)
- 1919 - Presper Eckert, ingegnere statunitense († 1995)
- 1919 - Ali Hojjat Kashani, generale e politico iraniano († 1979)
- 1919 - Ottavio Rizza, politico italiano († 2012)
- 1920 - Gianfranco Folena, linguista e filologo italiano († 1992)
- 1920 - Gianni Ravera, cantante, imprenditore e produttore discografico italiano († 1986)
- 1920 - Roberto Silva, cantante e compositore brasiliano († 2012)
- 1920 - Art Van Damme, fisarmonicista statunitense († 2010)
- 1920 - Giuseppe Vassallo, politico italiano († 2012)
- 1921 - Francesco Adorno, filosofo e storico della filosofia italiano († 2010)
- 1921 - Jean-Marie Balestre, dirigente sportivo francese († 2008)
- 1921 - Vince Banonis, giocatore di football americano statunitense († 2010)
- 1921 - Roger Bocquet, calciatore svizzero († 1994)
- 1921 - Ada Del Vecchio Guelfi, politica italiana († 2002)
- 1921 - Mary Jackson, matematica e ingegnera statunitense († 2005)
- 1921 - Yitzhak Navon, politico, diplomatico e scrittore israeliano († 2015)
- 1921 - Piero Pino, chimico italiano († 1989)
- 1921 - Alfred Preißler, calciatore tedesco († 2003)
- 1921 - Stojan Puc, scacchista sloveno († 2004)
- 1921 - Gérard Rousset, schermidore francese († 2000)
- 1921 - Francesco Toni, politico italiano († 1991)
- 1921 - George David Weiss, cantautore e compositore statunitense († 2010)
- 1922 - Carl Amery, scrittore e politico tedesco († 2005)
- 1922 - Carlo Belloli, poeta e critico d'arte italiano († 2003)
- 1922 - Óscar Garro, calciatore argentino
- 1922 - Hanno Hahn, storico dell'arte e storico dell'architettura tedesco († 1960)
- 1922 - Kazui Nihonmatsu, regista e sceneggiatore giapponese
- 1922 - Nello Sforacchi, ciclista su strada e ciclocrossista italiano († 2016)
- 1922 - Eto Soldani, calciatore italiano († 2015)
- 1922 - Johnny Thomson, pilota automobilistico statunitense († 1960)
- 1922 - Dénes Zsigmondy, violinista e docente ungherese († 2014)
- 1923 - Arthur Batanides, attore statunitense († 2000)
- 1923 - Albert Decourtray, cardinale e arcivescovo cattolico francese († 1994)
- 1923 - Francisco Olaya Morales, anarchico, sindacalista e storico spagnolo († 2011)
- 1923 - Mauro Carlo Pennacchiotti, politico italiano († 2020)
- 1924 - Julian Budden, musicologo e critico musicale inglese († 2007)
- 1924 - Joseph Nérette, giudice e politico haitiano († 2007)
- 1924 - Arthur Shaw, allenatore di calcio e calciatore inglese († 2015)
- 1925 - Frank Borghi, calciatore statunitense († 2015)
- 1925 - Virginia Gibson, attrice statunitense († 2013)
- 1925 - Art Kane, fotografo statunitense († 1995)
- 1925 - Heinz Nixdorf, informatico e imprenditore tedesco († 1986)
- 1925 - Pupuke Robati, politico cookese († 2009)
- 1926 - Marcello Argilli, giornalista e scrittore italiano († 2014)
- 1926 - Niels Ersbøll, diplomatico danese
- 1926 - Hugh Hefner, editore statunitense († 2017)
- 1926 - Léon Landini, politico francese
- 1926 - Jack Nichols, cestista statunitense († 1992)
- 1926 - Vsevolod Safonov, attore sovietico († 1992)
- 1926 - Harris Wofford, politico statunitense († 2019)
- 1927 - Carlo Cignetti, traduttore e poeta italiano († 1992)
- 1927 - Carlo Croccolo, attore e doppiatore italiano († 2019)
- 1927 - Francisco Rocha, calciatore portoghese
- 1928 - Paul Arizin, cestista statunitense († 2006)
- 1928 - Yōji Kuri, regista e animatore giapponese († 2024)
- 1928 - Tom Lehrer, cantautore, comico e pianista statunitense († 2025)
- 1928 - Georg Miske, sollevatore tedesco († 2009)
- 1928 - Giovanni Pallavicini, ex calciatore italiano
- 1928 - Don Savage, cestista statunitense († 2010)
- 1928 - Aubrey Woods, attore e cantante britannico († 2013)
- 1929 - Giovan Carlo Iozzelli, politico italiano († 2009)
- 1929 - Lúcio Lara, politico e insegnante angolano († 2016)
- 1929 - Harvey Lichtenstein, direttore artistico e produttore teatrale statunitense († 2017)
- 1929 - Paule Marshall, scrittrice statunitense († 2019)
- 1929 - Vittorio Occorsio, magistrato italiano († 1976)
- 1929 - Fiorentino Palmiotto, scacchista italiano († 2021)
- 1929 - Mario Vergani, ex calciatore italiano
- 1930 - Alphonse Amadou Alley, politico beninese († 1987)
- 1930 - Maria Luisa Altieri Biagi, linguista italiana († 2017)
- 1930 - Nathaniel Branden, psicoterapeuta e scrittore statunitense († 2014)
- 1930 - Frank Albert Cotton, chimico statunitense († 2007)
- 1930 - Paolo Mantovani, imprenditore e dirigente sportivo italiano († 1993)
- 1930 - John McConathy, cestista e allenatore di pallacanestro statunitense († 2016)
- 1930 - Folco Quilici, regista, fotografo e scrittore italiano († 2018)
- 1930 - Renato Ruggiero, diplomatico e politico italiano († 2013)
- 1930 - Bruno Toscano, storico dell'arte e pittore italiano
- 1930 - Pino Valenti, scenografo, regista e pittore italiano († 2018)
- 1931 - Wilma D'Eusebio, attrice e cabarettista italiana († 2008)
- 1931 - Leone Frollo, fumettista italiano († 2018)
- 1931 - Heisuke Hironaka, matematico giapponese
- 1931 - Jan Klaassens, calciatore olandese († 1983)
- 1931 - Tom Phillis, pilota motociclistico australiano († 1962)
- 1931 - Massimo Sarchielli, attore cinematografico e mimo italiano († 2010)
- 1932 - Enzo Croatto, linguista italiano
- 1932 - Mati Klarwein, pittore tedesco († 2002)
- 1932 - Paul Krassner, scrittore statunitense († 2019)
- 1932 - Carl Perkins, cantante, compositore e chitarrista statunitense († 1998)
- 1932 - Jerzy Feliks Urman, polacco († 1943)
- 1933 - Jean-Paul Belmondo, attore francese († 2021)
- 1933 - René Burri, fotografo svizzero († 2014)
- 1933 - Hilary Franco, presbitero statunitense
- 1933 - Cmiljka Kalušević, cestista e giavellottista jugoslava († 1989)
- 1933 - Franco Marini, sindacalista e politico italiano († 2021)
- 1933 - Nicolae Oaidă, calciatore rumeno († 2025)
- 1933 - Francesco Romani, karateka italiano († 2021)
- 1933 - Gian Maria Volonté, attore italiano († 1994)
- 1934 - Guillermo Fleming, calciatore peruviano († 2020)
- 1934 - Raffaele Maiello, regista, sceneggiatore e giornalista italiano († 2013)
- 1934 - Friedhelm Osselmann, ex pallanuotista tedesco
- 1934 - Ubaldo Sanzo, storico e filosofo italiano
- 1934 - Wladimiro Settimelli, fotografo e giornalista italiano († 2017)
- 1935 - Mario Donen, attore italiano († 2020)
- 1935 - Reinhold Frosch, slittinista austriaco († 2012)
- 1935 - Motomu Kiyokawa, attore e doppiatore giapponese († 2022)
- 1935 - Jānis Klovāns, scacchista lettone († 2010)
- 1935 - Aulis Sallinen, compositore finlandese
- 1935 - Vittorio Silvestrini, fisico e scrittore italiano († 2024)
- 1936 - Ulpiano Babol, nuotatore filippino († 1973)
- 1936 - Gloria Grosso, politica italiana
- 1936 - Ferdinando Imposimato, magistrato, politico e avvocato italiano († 2018)
- 1936 - Ghassan Kanafani, scrittore, giornalista e attivista palestinese († 1972)
- 1936 - Per Lindström, logico svedese († 2009)
- 1936 - Jerzy Maksymiuk, compositore, direttore d'orchestra e pianista polacco
- 1936 - Valerie Solanas, scrittrice, attrice e attivista statunitense († 1988)
- 1936 - Michael Somare, politico papuano († 2021)
- 1937 - Leonid Barbier, nuotatore sovietico († 2023)
- 1937 - Barrington J. Bayley, autore di fantascienza britannico († 2008)
- 1937 - Massimo Consolati, pugile italiano († 2022)
- 1937 - Gastone Simoni, vescovo cattolico italiano († 2022)
- 1938 - Aziz Asli, calciatore iraniano († 2015)
- 1938 - Edvige Bernasconi, giornalista italiana († 2007)
- 1938 - Viktor Stepanovič Černomyrdin, politico russo († 2010)
- 1938 - Richard T. France, presbitero e biblista britannico († 2012)
- 1938 - Tom Metzger, attivista statunitense († 2020)
- 1938 - Ettore Romoli, politico italiano († 2018)
- 1938 - António dos Santos França, ex calciatore e politico angolano
- 1939 - Edoardo Farina, compositore, clavicembalista e pianista italiano († 2018)
- 1939 - Theotonius Gomes, vescovo cattolico bangladese
- 1939 - George Harrison, nuotatore statunitense († 2011)
- 1939 - Michael Learned, attrice statunitense
- 1939 - Paola Pallottino, storica dell'arte, illustratrice e paroliera italiana
- 1939 - Gernot Roll, direttore della fotografia tedesco († 2020)
- 1939 - Delma Savorelli, velocista italiana
- 1939 - Margo Smith, cantante statunitense († 2024)
- 1939 - Hugo Villanueva, calciatore cileno († 2024)
- 1939 - Marina Šamal', ex nuotatrice sovietica
- 1940 - Antonio Capuano, regista, sceneggiatore e drammaturgo italiano
- 1940 - Ernesto Cavour, cantante, musicista e artista boliviano († 2022)
- 1940 - Carlo Cellucci, filosofo italiano
- 1940 - Károly Fatér, calciatore ungherese († 2020)
- 1940 - Geoff Palmer, botanico e attivista giamaicano († 2025)
- 1940 - Joachim Reske, ex velocista tedesco
- 1940 - Jim Roberts, allenatore di hockey su ghiaccio e hockeista su ghiaccio canadese († 2015)
- 1941 - Alfred Falzon, ex calciatore maltese
- 1941 - Lino Falzon, calciatore maltese († 2024)
- 1942 - András Bodnár, ex pallanuotista ungherese
- 1942 - Puccio Corona, giornalista e conduttore televisivo italiano († 2013)
- 1942 - James Cowan, scrittore australiano († 2018)
- 1942 - Brandon De Wilde, attore statunitense († 1972)
- 1942 - Horia Demian, cestista rumeno († 1989)
- 1942 - Earl Hilliard, politico statunitense
- 1942 - Petar Nadoveza, calciatore e allenatore di calcio jugoslavo († 2023)
- 1942 - Franco Panza, ex calciatore italiano
- 1942 - Gianfranco Pasquino, politologo e politico italiano
- 1942 - Mario Terán, militare boliviano († 2022)
- 1942 - Draff Young, allenatore di pallacanestro statunitense († 2012)
- 1943 - Martin Berkofsky, pianista statunitense († 2013)
- 1943 - Jean-Pierre Bonnefoux, ballerino, coreografo e insegnante francese († 2025)
- 1943 - Giovanni De Luna, storico, scrittore e autore televisivo italiano
- 1943 - Claudio Desderi, baritono, direttore d'orchestra e direttore artistico italiano († 2018)
- 1943 - Mario Facchin, ex arbitro di calcio italiano
- 1943 - Rudy Getzinger, ex calciatore jugoslavo
- 1943 - Rosario Lo Bue, mafioso italiano
- 1943 - Lar Lubovitch, coreografo statunitense
- 1944 - Marcello Bartolucci, arcivescovo cattolico italiano
- 1944 - Leila Khaled, politica e attivista palestinese
- 1944 - Giuseppe Ossorio, politico italiano († 2025)
- 1944 - Heinz-Joachim Rothenburg, ex pesista tedesco
- 1944 - Richard Supa, chitarrista e tastierista statunitense
- 1945 - Steve Gadd, batterista statunitense
- 1945 - Rod McDonald, cestista statunitense († 2015)
- 1946 - Behzat Çınar, allenatore di calcio e ex calciatore turco
- 1946 - Peppino Caldarola, giornalista e politico italiano († 2020)
- 1946 - Domenico Ligresti, storico italiano († 2014)
- 1946 - Romildo Magalhães, politico brasiliano († 2024)
- 1946 - Claudio Rinaldi, giornalista italiano († 2007)
- 1946 - David James Webb, ex calciatore e allenatore di calcio inglese
- 1946 - Manuel José, allenatore di calcio e ex calciatore portoghese
- 1947 - Henrik Bernburg, ex calciatore danese
- 1947 - Luigi Colombo, giornalista e conduttore televisivo italiano
- 1947 - Gianni Quillico, doppiatore, attore e direttore del doppiaggio italiano
- 1947 - Raffaele Schicchi, ex calciatore italiano
- 1947 - Kazuko Sugiyama, attrice e doppiatrice giapponese
- 1948 - Claudio Ambrosini, compositore italiano
- 1948 - Jaya Bachchan, attrice indiana
- 1948 - Guillermo Botero, politico, diplomatico e imprenditore colombiano
- 1948 - Bernard-Marie Koltès, drammaturgo e regista francese († 1989)
- 1948 - Sergej Nikolaevič Lebedev, generale e politico russo
- 1948 - Karl Minor, ex calciatore australiano
- 1948 - Michel Parizeau, allenatore di hockey su ghiaccio e ex hockeista su ghiaccio canadese
- 1948 - Patty Pravo, cantante italiana
- 1948 - Lionel Rose, pugile e cantante australiano († 2011)
- 1948 - António Bagão Félix, politico portoghese
- 1949 - Miguel Amorós, anarchico, storico e saggista spagnolo
- 1949 - Tony Cragg, scultore britannico
- 1949 - Sorcha Cusack, attrice irlandese
- 1949 - Cosimo Faggiano, politico italiano
- 1949 - Stan Love, cestista statunitense († 2025)
- 1949 - Lenny McLean, attore e pugile inglese († 1998)
- 1949 - Jim O'Brien, ex cestista e allenatore di pallacanestro statunitense
- 1949 - William O'Neal, criminale statunitense († 1990)
- 1949 - Alex Sadkin, produttore discografico e musicista statunitense († 1987)
- 1949 - Philippe Sansonetti, biologo francese
- 1950 - Alberto Cazzella, archeologo italiano
- 1950 - Kenneth Cockrell, ex astronauta statunitense
- 1950 - Rainer Künkel, ex calciatore tedesco
- 1950 - Marino Lombardo, calciatore e allenatore di calcio italiano († 2021)
- 1951 - Jesús Alvarado, cestista statunitense († 2020)
- 1951 - Anson Dorrance, allenatore di calcio e ex calciatore statunitense
- 1951 - Marta Flavi, conduttrice televisiva italiana
- 1951 - Danny McKnight, ex militare statunitense
- 1951 - Maria Nichiforov, canoista rumena († 2022)
- 1951 - Lucia Ragni, attrice e regista teatrale italiana († 2016)
- 1951 - Stefan Szczesny, pittore tedesco
- 1951 - Bruno Zanin, attore, giornalista e scrittore italiano († 2024)
- 1952 - Robert Clark, scrittore statunitense
- 1952 - Christine Korsgaard, filosofa statunitense
- 1952 - Peter Kwong, attore statunitense († 2025)
- 1952 - Pierre Rehov, regista, scrittore e giornalista francese
- 1952 - Michel Sapin, politico francese
- 1952 - Ted Tally, sceneggiatore e drammaturgo statunitense
- 1952 - Robert Zubrin, matematico e ingegnere statunitense
- 1953 - Luis Araneda, ex calciatore cileno
- 1953 - Yvon Bertin, ex ciclista su strada e pistard francese
- 1953 - Jochen Danneberg, saltatore con gli sci tedesco
- 1953 - Massimo Fanfani, linguista italiano
- 1953 - Baruch Halpern, archeologo statunitense
- 1953 - Dominique Perrault, architetto e urbanista francese
- 1954 - Luuk Balkestein, ex calciatore olandese
- 1954 - Lori Black, bassista statunitense
- 1954 - Pierre Dartout, funzionario francese
- 1954 - Iain Duncan Smith, politico britannico
- 1954 - Daniel Escobar, attore statunitense († 2013)
- 1954 - Ken Kalfus, scrittore e giornalista statunitense
- 1954 - Dennis Quaid, attore, musicista e doppiatore statunitense
- 1954 - Eberhard Rösch, ex biatleta tedesco
- 1955 - Bob Chilcott, compositore, direttore di coro e cantante britannico
- 1955 - Fabio Civitelli, fumettista e illustratore italiano
- 1955 - Mirco Diamanti, allenatore di pallacanestro italiano
- 1955 - Mike Evans, ex cestista e allenatore di pallacanestro statunitense
- 1955 - Carmine Fotia, giornalista e politico italiano
- 1955 - Viktor Vasil'evič Proskurjakov, ingegnere sovietico († 1986)
- 1955 - Luigi Viva, scrittore italiano
- 1955 - Nobuko, principessa Tomohito di Mikasa, principessa giapponese
- 1956 - Andrés Aldama, ex pugile cubano
- 1956 - Barbara Bachlechner, ex multiplista italiana
- 1956 - Marco Cari, allenatore di calcio e ex calciatore italiano
- 1956 - Maurizio Darai, pilota motonautico italiano
- 1956 - Márton Esterházy, ex calciatore ungherese
- 1956 - Volodymyr Lytvyn, politico ucraino
- 1956 - Massimo Mannelli, golfista italiano
- 1956 - Ann Morrison, attrice statunitense
- 1956 - Miguel Ángel Russo, allenatore di calcio e ex calciatore argentino
- 1956 - Nigel Slater, giornalista e scrittore inglese
- 1956 - Jenny Walker, ex tennista australiana
- 1957 - Marino Amadori, ex ciclista su strada e dirigente sportivo italiano
- 1957 - Severiano Ballesteros, golfista spagnolo († 2011)
- 1957 - Paolo Barzman, regista e sceneggiatore canadese
- 1957 - Lars Demian, cantante svedese
- 1957 - Kathryn Hunter, attrice statunitense
- 1957 - Kyle Macy, ex cestista, allenatore di pallacanestro e dirigente sportivo statunitense
- 1957 - Martin Margiela, stilista belga
- 1957 - Donato Nardiello, ex calciatore gallese
- 1957 - Jacques Pellen, chitarrista francese († 2020)
- 1957 - Larisa Popova, ex canottiera sovietica
- 1957 - Philippe Riboud, ex schermidore francese
- 1957 - Carlo Sticotti, politico italiano
- 1958 - François Brisson, allenatore di calcio e ex calciatore francese
- 1958 - Víctor Diogo, ex calciatore uruguaiano
- 1958 - Massimo Saverio Ennio Fundarò, politico italiano
- 1958 - Vesa Laukkanen, ex siepista finlandese
- 1958 - Tony Sibson, ex pugile britannico
- 1958 - Gregg Tafralis, pesista statunitense († 2023)
- 1958 - Eberhard Zangger, geologo, archeologo e antropologo svizzero
- 1959 - Tomas Bodin, tastierista e compositore svedese
- 1959 - Johnny Broers, ex ciclista su strada olandese
- 1959 - Fred Dekker, regista, sceneggiatore e produttore televisivo statunitense
- 1959 - Cameron Dye, attore e cantante statunitense
- 1959 - Peter Gajdoš, politico slovacco
- 1959 - Machmud-Ali Kalimatov, avvocato e politico russo
- 1959 - Jean-Marie Le Vert, vescovo cattolico francese
- 1959 - Alain Platel, coreografo belga
- 1959 - Victoria Redel, scrittrice e poetessa statunitense
- 1959 - Antonio Sassarini, ex calciatore italiano
- 1959 - Steen Secher, ex velista danese
- 1959 - Kiro Stojanov, vescovo cattolico macedone
- 1959 - Alessandro Vocalelli, giornalista italiano
- 1960 - Jaak Aab, politico estone
- 1960 - André Ernesto Stoffel, ex cestista brasiliano
- 1960 - Roberto Beretta, giornalista e scrittore italiano
- 1960 - Isabel Coixet, regista e sceneggiatrice spagnola
- 1960 - René Felton, allenatrice di atletica leggera e militare statunitense
- 1960 - Setsuko Hashizume, ex cestista giapponese
- 1960 - Ivan Aleksandrovič Popov, regista russo († 2013)
- 1960 - Trevor Putney, ex calciatore inglese
- 1960 - Isabel Toledo, stilista e imprenditrice cubana († 2019)
- 1961 - Perry Benson, attore britannico
- 1961 - Peter Hobday, ex calciatore inglese
- 1961 - Mark Kelly, tastierista irlandese
- 1961 - Mick Kennedy, calciatore inglese († 2019)
- 1961 - Jarosław Koniusz, ex schermidore polacco
- 1961 - Lino Nicolosi, chitarrista e produttore discografico italiano
- 1961 - Alessandro Pomposelli, allenatore di calcio a 5, ex giocatore di calcio a 5 e ex calciatore italiano
- 1961 - Heiner Wilmer, vescovo cattolico tedesco
- 1961 - Robert Zoller, ex sciatore alpino austriaco
- 1962 - Stefano De Lillo, politico italiano
- 1962 - Mirsad Jonuz, allenatore di calcio e ex calciatore macedone
- 1962 - Sergej Naumov, ex pallanuotista sovietico
- 1962 - Freddie Joe Nunn, giocatore di football americano statunitense († 2021)
- 1962 - Mircea Rednic, ex calciatore e allenatore di calcio rumeno
- 1962 - Joel Soto, ex calciatore cileno
- 1962 - Pavel Svoboda, politico ceco
- 1962 - Jeff Turner, ex cestista statunitense
- 1963 - Jean-Claude Blanc, imprenditore e dirigente sportivo francese
- 1963 - Marc Jacobs, stilista statunitense
- 1963 - Timothy Kopra, ex astronauta statunitense
- 1963 - Marios Onīsiforou, ex calciatore cipriota
- 1963 - Marija Pejčinović Burić, politica croata
- 1963 - Catherine Poirot, ex nuotatrice francese
- 1963 - Joe Scarborough, politico, avvocato e conduttore televisivo statunitense
- 1963 - Magnus Tideman, ex tennista svedese
- 1964 - Bruce Douglas, ex cestista statunitense
- 1964 - Doug Ducey, politico statunitense
- 1964 - José Guimarães, ex cestista e allenatore di pallacanestro angolano
- 1964 - Chip Jenkins, ex velocista statunitense
- 1964 - Ana Millán Gasca, matematica spagnola
- 1964 - Maurizio Musolino, giornalista, scrittore e politico italiano († 2016)
- 1964 - Akihiro Nagashima, ex calciatore giapponese
- 1964 - Gabriel Pierino Pedrazzi, allenatore di calcio e ex calciatore argentino
- 1964 - Adrien Pelletier, attivista francese
- 1964 - Mario Pinedo, ex calciatore boliviano
- 1964 - Robert Zabica, ex calciatore australiano
- 1965 - Paolo Canè, commentatore televisivo e ex tennista italiano
- 1965 - Colin Pascoe, allenatore di calcio e ex calciatore gallese
- 1965 - Mark Pellegrino, attore statunitense
- 1965 - Pavlína Pořízková, top model e attrice ceca
- 1965 - Paola Tovaglia, conduttrice televisiva, doppiatrice e cantante italiana († 1994)
- 1965 - Jeff Zucker, imprenditore statunitense
- 1966 - Giuseppe Caboni, allenatore di pallacanestro italiano
- 1966 - Thomas Doll, allenatore di calcio e ex calciatore tedesco
- 1966 - Darren Garforth, rugbista a 15, allenatore di rugby a 15 e imprenditore britannico
- 1966 - Bo Kimble, ex cestista statunitense
- 1966 - Cynthia Nixon, attrice e attivista statunitense
- 1966 - Xie Feng, allenatore di calcio e ex calciatore cinese
- 1967 - Fathi Abdel-Aziz, ex cestista egiziano
- 1967 - Sam Harris, filosofo, saggista e neuroscienziato statunitense
- 1967 - Michail Koščeev, ex giocatore di calcio a 5 russo
- 1967 - Gabriel Mendy, vescovo cattolico gambiano
- 1967 - Wang Tao, ex calciatore cinese
- 1968 - Matthew Bennett, attore, sceneggiatore e regista canadese
- 1968 - Terry Brands, ex lottatore statunitense
- 1968 - Tom Brands, ex lottatore statunitense
- 1968 - Jay Chandrasekhar, regista, sceneggiatore e attore statunitense
- 1968 - Janne Ojanen, ex hockeista su ghiaccio finlandese
- 1968 - Giovanni Piacentini, ex calciatore italiano
- 1968 - Marie-Claire Restoux, ex judoka francese
- 1969 - Giovanni Allevi, pianista, compositore e scrittore italiano
- 1969 - Gary Avis, ballerino britannico
- 1969 - Maurizio Buscaglia, allenatore di pallacanestro italiano
- 1969 - Sarah Hardcastle, ex nuotatrice britannica
- 1969 - John Strong, attore pornografico ucraino
- 1970 - Marco Alberti, alpinista e ex giocatore di curling italiano
- 1970 - Nuno Marques, allenatore di tennis e ex tennista portoghese
- 1970 - Gianluca Marzuoli, allenatore di calcio a 5 italiano
- 1970 - John McEntire, batterista e produttore discografico statunitense
- 1970 - Massimo Poggio, attore italiano
- 1971 - Omar Asad, allenatore di calcio e ex calciatore argentino
- 1971 - James Bryson, ex cestista statunitense
- 1971 - Miki Itō, attrice giapponese
- 1971 - Irina Kasimova, ex sollevatrice russa
- 1971 - Kim Yeong-ho, ex schermidore sudcoreano
- 1971 - Karina Kraushaar, attrice tedesca († 2015)
- 1971 - Víctor Manuel López, ex calciatore uruguaiano
- 1971 - Kōstas Malekkos, allenatore di calcio e ex calciatore cipriota
- 1971 - Bilton Musonda, ex calciatore zambiano
- 1971 - Austin Peck, attore statunitense
- 1971 - Sebastiano Pinna, allenatore di calcio e ex calciatore italiano
- 1971 - Jens Risager, ex calciatore danese
- 1971 - Alessio Romero, attore pornografico messicano
- 1971 - Shōkichi Satō, ex calciatore giapponese
- 1971 - Rafał Szukała, ex nuotatore polacco
- 1971 - Jacques Villeneuve, ex pilota automobilistico canadese
- 1972 - Fabrizio Bernardi, astronomo italiano
- 1972 - Alain Berset, politico svizzero
- 1972 - Kasper Hjulmand, allenatore di calcio e ex calciatore danese
- 1972 - Néstor Isasi, ex calciatore paraguaiano
- 1972 - RedOne, musicista e produttore discografico marocchino
- 1972 - Neve McIntosh, attrice britannica
- 1972 - Jana Pittichová, astronoma slovacca
- 1972 - Željko Rebrača, ex cestista jugoslavo
- 1972 - Facundo Sucatzky, ex cestista e allenatore di pallacanestro argentino
- 1972 - Sandro França Varejão, ex cestista brasiliano
- 1972 - Val Whiting, ex cestista statunitense
- 1973 - Carmen Alcayde, conduttrice televisiva spagnola
- 1973 - Lucio Angulo, ex cestista spagnolo
- 1973 - Marco Barusso, produttore discografico, arrangiatore e chitarrista italiano
- 1973 - Vincent Blanc, ex sciatore alpino francese
- 1973 - Carlo Calenda, dirigente d'azienda e politico italiano
- 1973 - Charles-Édouard Coridon, ex calciatore francese
- 1973 - Gianluca Fubelli, attore, comico e conduttore televisivo italiano
- 1973 - Bart Goor, ex calciatore belga
- 1973 - Kelly Holcomb, ex giocatore di football americano statunitense
- 1973 - Sergej Konovalov, biatleta russo
- 1973 - Gašper Okorn, allenatore di pallacanestro sloveno
- 1973 - Speranza Scappucci, direttrice d'orchestra e pianista italiana
- 1973 - Lewis Sims, ex cestista statunitense
- 1973 - Faysal bin Turki bin Nasser Al Sa'ud, principe, diplomatico e dirigente sportivo saudita
- 1973 - Dan Șova, politico rumeno
- 1974 - David Casteu, pilota motociclistico francese
- 1974 - Jenna Jameson, ex attrice pornografica, regista e imprenditrice statunitense
- 1974 - Monika Kryemadhi, politica albanese
- 1974 - Daniele Magalotti, allenatore di pallanuoto e ex pallanuotista italiano
- 1974 - Naoki Matsuyo, allenatore di calcio e ex calciatore giapponese
- 1974 - Aleksandr Pičuškin, serial killer russo
- 1974 - Kostjantyn Rurak, ex velocista ucraino
- 1974 - Duane Simpkins, ex cestista e allenatore di pallacanestro statunitense
- 1975 - Óscar Arpón, ex calciatore spagnolo
- 1975 - Edson Astivia, ex calciatore messicano
- 1975 - Grégory Carraz, ex tennista francese
- 1975 - Tony Dinning, allenatore di calcio e ex calciatore inglese
- 1975 - Saïd El Khadraoui, politico belga
- 1975 - Eddie Elisma, ex cestista statunitense
- 1975 - Robbie Fowler, allenatore di calcio e ex calciatore inglese
- 1975 - David Gordon Green, regista, sceneggiatore e produttore cinematografico statunitense
- 1975 - Tony Gunawan, ex giocatore di badminton indonesiano
- 1975 - Alan Kelly, arbitro di calcio irlandese
- 1975 - Fabrizio Moro, cantautore e regista italiano
- 1975 - Goce Smilevski, scrittore macedone
- 1975 - Michal Špit, ex calciatore ceco
- 1975 - Frank Stippler, pilota automobilistico tedesco
- 1975 - Bertine Zetlitz, cantante norvegese
- 1976 - Serena Auñón-Chancellor, astronauta e medico statunitense
- 1976 - Evija Āzace, ex cestista lettone
- 1976 - Álvaro Brechner, regista, sceneggiatore e produttore cinematografico uruguaiano
- 1976 - Mara Brunetti, nuotatrice artistica italiana
- 1976 - Anders Högberg, ex fondista svedese
- 1976 - Sturle Holseter, ex saltatore con gli sci norvegese
- 1976 - Carlos Paniagua, ex cestista dominicano
- 1976 - Mirko Pätzold, bobbista tedesco
- 1976 - Jan Trousil, allenatore di calcio e ex calciatore ceco
- 1976 - Jimmy Wargh, ex calciatore finlandese
- 1976 - Blayne Weaver, attore e doppiatore statunitense
- 1977 - Alessandro Beti Rosa, ex calciatore brasiliano
- 1977 - Fabio Di Tomaso, attore canadese
- 1977 - Andrij Jefremenko, pentatleta ucraino
- 1977 - Wilfried Nancy, allenatore di calcio e ex calciatore francese
- 1977 - Sacha Opinel, ex calciatore francese
- 1977 - Leuris Pupo, tiratore a segno cubano
- 1977 - Virginia Sanjust di Teulada, annunciatrice televisiva e conduttrice televisiva italiana
- 1977 - Rana Sultan, attrice, giornalista e conduttrice televisiva giordana
- 1977 - Gerard Way, cantante e fumettista statunitense
- 1978 - Jorge Andrade, allenatore di calcio e ex calciatore portoghese
- 1978 - Dmïtrïý Byakov, ex calciatore kazako
- 1978 - Cameron Cartio, cantante iraniano
- 1978 - Artem Cepotan, scacchista ucraino
- 1978 - Alex Gaumond, attore e cantante canadese
- 1978 - Naman Keïta, ostacolista e velocista francese
- 1978 - Amélie Oudéa-Castéra, ex tennista e politica francese
- 1978 - Vesna Pisarović, cantante croata
- 1978 - Maxime Prévot, politico belga
- 1978 - Salva Reina, attore, comico e cabarettista spagnolo
- 1978 - Cristina Stahl, schermitrice rumena
- 1978 - Rachel Stevens, cantante, attrice e personaggio televisivo inglese
- 1978 - Andrea Tomatis, allenatore di pallavolo italiano
- 1978 - Geronimo Villanueva, astronomo argentino
- 1979 - Graeme Brown, ex ciclista su strada e pistard australiano
- 1979 - Sah-u-Ra Brown, ex cestista statunitense
- 1979 - Kevin Burleson, ex cestista e allenatore di pallacanestro statunitense
- 1979 - Ângela Cardoso, ex cestista angolana
- 1979 - Ryan Cox, ciclista su strada sudafricano († 2007)
- 1979 - Ivan Fiorletta, ex pugile italiano
- 1979 - Brädi, rapper finlandese
- 1979 - Keshia Knight Pulliam, attrice statunitense
- 1979 - Peter Luccin, allenatore di calcio e ex calciatore francese
- 1979 - Mario Matt, ex sciatore alpino austriaco
- 1979 - Simon McBride, chitarrista britannico
- 1979 - Mark Ruiz, tuffatore portoricano
- 1979 - Sebastián Silva, regista, sceneggiatore e attore cileno
- 1979 - Ben Silverstone, attore inglese
- 1979 - Olivier Sorlin, ex calciatore francese
- 1979 - Katsuni, ex attrice pornografica francese
- 1979 - Kevin Van Dessel, ex calciatore belga
- 1979 - Steffen Weigold, ex ciclista su strada e ex ciclocrossista tedesco
- 1980 - Sarah Ayton, velista britannica
- 1980 - Isaac Boss, rugbista a 15 neozelandese
- 1980 - Marco Carra, ex cestista italiano
- 1980 - Luciano Galletti, ex calciatore argentino
- 1980 - Rasmus Green, calciatore danese († 2006)
- 1980 - Albert Hammond Jr., chitarrista e cantautore statunitense
- 1980 - Pauli Hansen, ex calciatore faroese
- 1980 - Yoanna House, modella statunitense
- 1980 - Clueso, cantante e rapper tedesco
- 1980 - Erez Katz, ex cestista israeliano
- 1980 - Lee Yo-won, attrice sudcoreana
- 1980 - Jerko Leko, allenatore di calcio e ex calciatore croato
- 1980 - Zoleka Mandela, scrittrice e attivista sudafricana († 2023)
- 1980 - Morad Mohammadi, lottatore iraniano
- 1980 - Michelle Müntefering, politica e giornalista tedesca
- 1980 - Glenn Pakulak, giocatore di football americano statunitense
- 1980 - Oleksij Ponikarov'skyj, hockeista su ghiaccio ucraino
- 1980 - Maja Sikorowska, cantante polacca
- 1980 - Rickard Wallin, ex hockeista su ghiaccio svedese
- 1981 - Lamon Archey, attore statunitense
- 1981 - Moran Atias, attrice e modella israeliana
- 1981 - Milan Bartovič, ex hockeista su ghiaccio e allenatore di hockey su ghiaccio slovacco
- 1981 - Älibek Böleşev, calciatore kazako
- 1981 - Antonio Ciano, judoka italiano
- 1981 - Arlen Escarpeta, attore statunitense
- 1981 - Ireneusz Jeleń, calciatore polacco
- 1981 - Kazuhiro Kuramochi, giocatore di football americano giapponese
- 1981 - Dominik Meffert, ex tennista tedesco
- 1981 - Elena Nicolis, ex calciatrice italiana
- 1981 - Christina Pedersen, arbitro di calcio norvegese
- 1981 - Albin Pelak, ex calciatore bosniaco
- 1981 - Lindokuhle Sibankulu, ex cestista sudafricano
- 1981 - Leonard Stokes, ex cestista statunitense
- 1981 - Sergi Vidal, ex cestista spagnolo
- 1982 - Jay Baruchel, attore, doppiatore e regista canadese
- 1982 - Samuel Chapanga, ex calciatore mozambicano
- 1982 - Cho Sung-hwan, ex calciatore sudcoreano
- 1982 - Olímpio Cipriano, ex cestista angolano
- 1982 - Salvatore Costanzo, allenatore di rugby a 15 e rugbista a 15 italiano
- 1982 - Mohammed Alhaj, calciatore qatariota
- 1982 - Mason Ewing, regista, sceneggiatore e produttore cinematografico camerunese
- 1982 - Alessia Gazzola, scrittrice italiana
- 1982 - Carlos Hernández Valverde, ex calciatore costaricano
- 1982 - Júnior César, ex calciatore brasiliano
- 1982 - Julija Raskina, ex ginnasta bielorussa
- 1982 - Érika Valek, ex cestista colombiana
- 1982 - Hade Vansen, attore e ex wrestler inglese
- 1983 - Aita Camastral, ex sciatrice alpina svizzera
- 1983 - Willie Colon, giocatore di football americano statunitense
- 1983 - Omar Daoud, calciatore libico († 2018)
- 1983 - Lukáš Dlouhý, ex tennista ceco
- 1983 - Carl Elliott, ex cestista statunitense
- 1983 - Supardi Nasir, calciatore indonesiano
- 1983 - Thomas Reinmann, ex calciatore svizzero
- 1983 - Adrian Sălăgeanu, ex calciatore rumeno
- 1983 - Ken Skupski, ex tennista britannico
- 1983 - Mina Tindle, cantautrice francese
- 1983 - Elena Volkova, ex cestista russa
- 1983 - John Yapp, rugbista a 15 gallese
- 1984 - Predrag Bojić, calciatore australiano
- 1984 - Marta Cammilletti, schermitrice italiana
- 1984 - Linda Chung, cantante e attrice canadese
- 1984 - Habiba Ghribi, mezzofondista e siepista tunisina
- 1984 - Gilvan Gomes Vieira, ex calciatore brasiliano
- 1984 - Giannīs Iōannou, ex calciatore greco
- 1984 - Massimo Loviso, ex calciatore e allenatore di calcio italiano
- 1984 - Lili Mirojnick, attrice statunitense
- 1984 - Benjamin Onwuachi, ex calciatore nigeriano
- 1984 - Dalila Rugama, giavellottista nicaraguense
- 1984 - David Svensson, ex calciatore svedese
- 1984 - Claire Vaye Watkins, scrittrice statunitense
- 1984 - Yamileska Yantín, pallavolista portoricana
- 1985 - Tim Bendzko, cantautore tedesco
- 1985 - Martín Bonjour, ex calciatore argentino
- 1985 - Brian Elliott, hockeista su ghiaccio canadese
- 1985 - Saúl Fernández García, ex calciatore spagnolo
- 1985 - Davide Ghersini, arbitro di calcio italiano
- 1985 - Senidah, cantante slovena
- 1985 - Marcin Kowalczyk, ex calciatore polacco
- 1985 - Catherine Lacey, scrittrice statunitense
- 1985 - Rafael López Gómez, ex calciatore spagnolo
- 1985 - Emmanouil Mylonakis, pallanuotista greco
- 1985 - Christian Noboa, calciatore ecuadoriano
- 1985 - Antonio Nocerino, allenatore di calcio e ex calciatore italiano
- 1985 - Alcide Pierantozzi, scrittore italiano
- 1985 - David Robertson, giocatore di baseball statunitense
- 1985 - Dušan Uškovič, ex calciatore slovacco
- 1985 - Sebastián Vázquez, cestista uruguaiano
- 1985 - Linda Villumsen, ex ciclista su strada danese
- 1985 - David Wilson, ex rugbista a 15 britannico
- 1985 - Tomohisa Yamashita, cantante e attore giapponese
- 1985 - David Zauner, ex saltatore con gli sci e ex combinatista nordico austriaco
- 1986 - Kevin Brock, giocatore di football americano statunitense
- 1986 - Paul Fanaika, giocatore di football americano tongano
- 1986 - Srđan Jovanović, arbitro di calcio serbo
- 1986 - Mirna Jukić, ex nuotatrice croata
- 1986 - Jeff Lerg, ex hockeista su ghiaccio statunitense
- 1986 - Brice Leverdez, giocatore di badminton francese
- 1986 - Craig Mabbitt, cantante statunitense
- 1986 - Nikolas Maes, dirigente sportivo e ex ciclista su strada belga
- 1986 - Luca Marin, ex nuotatore italiano
- 1986 - Carlos Martínez Díez, ex calciatore spagnolo
- 1986 - Leighton Meester, attrice, cantante e ex modella statunitense
- 1986 - Michela Merlo, allenatrice di rugby a 15 e rugbista a 15 italiana
- 1986 - Michiko Miyamoto, ex cestista giapponese
- 1986 - Martina Moser, ex calciatrice svizzera
- 1986 - Tanner Novlan, attore e modello canadese
- 1986 - Craig Sives, ex calciatore scozzese
- 1986 - Zhang Hongtao, ginnasta cinese
- 1986 - Paulo José de Oliveira, ex calciatore brasiliano
- 1987 - Kassim Abdallah, calciatore francese
- 1987 - Paddy Barnes, pugile irlandese
- 1987 - Marc E. Bassy, cantautore statunitense
- 1987 - Swara Bhaskar, attrice indiana
- 1987 - Verónica Boquete, calciatrice spagnola
- 1987 - Eric Campbell, ex giocatore di baseball statunitense
- 1987 - Saori Fujiyoshi, ex cestista giapponese
- 1987 - Stina Girs, cantante finlandese
- 1987 - Felipe Klein, calciatore brasiliano
- 1987 - Luís Miguel Lopes Mendes, ex calciatore portoghese
- 1987 - Blaise Matuidi, dirigente sportivo e ex calciatore francese
- 1987 - Jesse McCartney, cantautore e attore statunitense
- 1987 - Sara Slott Petersen, ostacolista danese
- 1987 - Luca Radice, allenatore di calcio e ex calciatore svizzero
- 1987 - Julie Rubenstein, ex pallavolista statunitense
- 1987 - Sarah Salleh, principessa bruneiana
- 1987 - Evander Sno, allenatore di calcio e ex calciatore olandese
- 1987 - Jazmine Sullivan, cantautrice statunitense
- 1987 - Katharina Volckmer, scrittrice e saggista tedesca
- 1988 - Ismail Belmaalem, calciatore marocchino
- 1988 - Tatjana Bokan, pallavolista montenegrina
- 1988 - Daniele Bonessio, cestista italiano
- 1988 - Ryan Broyles, ex giocatore di football americano statunitense
- 1988 - Oskars Cibuļskis, hockeista su ghiaccio lettone
- 1988 - Erton Fejzullahu, ex calciatore svedese
- 1988 - Francesco Giontella, giocatore di beach volley italiano
- 1988 - Christer Kleiven, ex calciatore norvegese
- 1988 - Ognjen Krasić, ex calciatore serbo
- 1988 - Nicola Leonardi, ex pallavolista italiano
- 1988 - Francesco Luoni, calciatore italiano
- 1988 - Minna Nikkanen, astista finlandese
- 1988 - Rodrigo Rojas, calciatore paraguaiano
- 1989 - Adul Baldé, ex calciatore guineense
- 1989 - Bianca Belair, wrestler statunitense
- 1989 - Lucas Castro, calciatore argentino
- 1989 - Michelle Arturo Castro, ex calciatore messicano
- 1989 - Isaka Cernak, calciatore australiano
- 1989 - Gabriela Chávez, calciatrice argentina
- 1989 - Will Creekmore, cestista statunitense
- 1989 - Svitlana Iaromka, judoka e lottatore di sumo ucraina
- 1989 - Ecem Karavus, attrice turca
- 1989 - Rafael Grampola, calciatore brasiliano
- 1989 - Anna Westerlund, calciatrice finlandese
- 1989 - Julie Wojta, cestista statunitense
- 1989 - Federico Zani, rugbista a 15 e allenatore di rugby a 15 italiano
- 1989 - Baby Zhang, cantante cinese
- 1989 - Aderlan Santos, calciatore brasiliano
- 1990 - Mathías Abero, calciatore uruguaiano
- 1990 - Gustavo Alles, calciatore uruguaiano
- 1990 - Ram Bahadur Bomjon, monaco buddhista nepalese
- 1990 - Kurtis Byrne, calciatore irlandese
- 1990 - Cristian Báez, calciatore paraguaiano
- 1990 - Sergej Černeckij, ex ciclista su strada e pistard russo
- 1990 - Nery Domínguez, calciatore argentino
- 1990 - Gonzalo Espinoza, calciatore cileno
- 1990 - Adrià Gallego, calciatore spagnolo
- 1990 - Kim Kulig, allenatrice di calcio e ex calciatrice tedesca
- 1990 - David Laury, ex cestista statunitense
- 1990 - Jerome Long, giocatore di football americano statunitense
- 1990 - Mouaad Madri, calciatore francese
- 1990 - Jonas Martin, calciatore francese
- 1990 - Nelly Moenne-Loccoz, ex snowboarder francese
- 1990 - Sjarhej Palicevič, calciatore bielorusso
- 1990 - Álvaro Quintana, attore, musicista e ballerino spagnolo
- 1990 - Valeria Roffino, siepista e mezzofondista italiana
- 1990 - Kristen Stewart, attrice statunitense
- 1990 - Ryoko Takara, ex calciatrice giapponese
- 1990 - Ryan Williams, giocatore di football americano statunitense
- 1990 - Maryna Škermankova, sollevatrice bielorussa
- 1991 - Phillip Andersen, ex giocatore di football americano danese
- 1991 - Gai Assulin, ex calciatore israeliano
- 1991 - Billy Bernard, calciatore lussemburghese
- 1991 - Dominic Bird, rugbista a 15 neozelandese
- 1991 - Hernesto Caballero, calciatore paraguaiano
- 1991 - Brodie Chapman, ciclista su strada australiana
- 1991 - Luke Durbridge, ciclista su strada e pistard australiano
- 1991 - Ayman Ashraf, calciatore egiziano
- 1991 - Michael Falkesgaard, calciatore danese
- 1991 - Euripidīs Giakos, calciatore greco
- 1991 - Jasmine Hassell, ex cestista statunitense
- 1991 - Ryan Kelly, cestista statunitense
- 1991 - Mindaugas Kupšas, cestista lituano
- 1991 - Axel Pons, pilota motociclistico spagnolo
- 1991 - Toni Prostran, cestista e allenatore di pallacanestro croato
- 1991 - Marouan Razine, mezzofondista italiano
- 1991 - Alexander Ring, calciatore finlandese
- 1991 - Darlan Romani, pesista brasiliano
- 1991 - Zac Stacy, ex giocatore di football americano statunitense
- 1991 - Roman Szymański, cestista polacco
- 1991 - Cristian Tarragona, calciatore argentino
- 1991 - Tamara Tippler, ex sciatrice alpina austriaca
- 1991 - Marine Vacth, modella e attrice francese
- 1991 - Liam Williams, rugbista a 15 britannico
- 1992 - Asbjørn Kragh Andersen, ex ciclista su strada danese
- 1992 - Fernando Aristeguieta, ex calciatore venezuelano
- 1992 - Hans Becklin, esperantista e pastore protestante statunitense
- 1992 - Chhin Chhoeun, calciatore cambogiano
- 1992 - Chris Gadi, ex calciatore francese
- 1992 - Vitalij Ivanko, ex calciatore ucraino
- 1992 - Pavlo Krutous, cestista ucraino
- 1992 - Elena Lašmanova, marciatrice russa
- 1992 - Raheem Mostert, giocatore di football americano statunitense
- 1992 - Andrej Mrkela, ex calciatore serbo
- 1992 - Brendon Rodney, velocista canadese
- 1992 - Benjamin van Leer, ex calciatore olandese
- 1993 - Eptic, disc jockey e produttore discografico belga
- 1993 - Richárd Bohus, nuotatore ungherese
- 1993 - Jhayco, produttore discografico e cantante portoricano
- 1993 - Fabricio Fernández, calciatore uruguaiano
- 1993 - Sofia Mabergs, giocatrice di curling svedese
- 1993 - Marcos Calero Pérez, ex calciatore spagnolo
- 1993 - Məmmədəli Mehdiyev, judoka azero
- 1993 - Will Merrick, attore britannico
- 1993 - Ekaterina Pantjuchina, calciatrice russa
- 1993 - Sebastián Prieto, calciatore argentino
- 1993 - Lennert Teugels, ciclista su strada belga
- 1993 - Matteo Zanusso, ex rugbista a 15 italiano
- 1994 - Andreias Calcan, calciatore rumeno
- 1994 - Claude Gonçalves, calciatore francese
- 1994 - Catherine Harrison, tennista statunitense
- 1994 - Natacha Karam, attrice saudita
- 1994 - Mimmi Larsson, calciatrice svedese
- 1994 - Andrés Maldonado, calciatore venezuelano
- 1994 - Rosamaria Montibeller, pallavolista brasiliana
- 1994 - Fabian Moreau, giocatore di football americano statunitense
- 1994 - Landry Nnoko, cestista camerunese
- 1994 - Bladee, rapper, cantante e produttore discografico svedese
- 1994 - Brad Smith, calciatore australiano
- 1995 - Robert Bauer, calciatore tedesco
- 1995 - Domagoj Bošnjak, ex cestista croato
- 1995 - Böðvar Böðvarsson, calciatore islandese
- 1995 - Harry Cornick, calciatore inglese
- 1995 - Coll Donaldson, calciatore scozzese
- 1995 - Jemerrio Jones, cestista statunitense
- 1995 - Kim Da-mi, attrice sudcoreana
- 1995 - Isaiah McKenzie, giocatore di football americano statunitense
- 1995 - Arianna Montecucco, calciatrice italiana
- 1995 - Federico Palacios Martínez, calciatore tedesco
- 1996 - Ignacio Alabart, hockeista su pista spagnolo
- 1996 - Ron Broja, calciatore kosovaro
- 1996 - Anderson Emanuel, calciatore angolano
- 1996 - Joyskim Dawa, calciatore camerunese
- 1996 - Emerson Hyndman, calciatore statunitense
- 1996 - Celina Leffler, multiplista tedesca
- 1996 - Bence Lenzsér, calciatore ungherese
- 1996 - Giovani Lo Celso, calciatore argentino
- 1996 - Tyler Lydon, ex cestista statunitense
- 1996 - Chase McLaughlin, giocatore di football americano statunitense
- 1996 - Jordan McLaughlin, cestista statunitense
- 1996 - Yūka Momiki, calciatrice giapponese
- 1996 - Francisco Muse, giavellottista cileno
- 1996 - Alfonso Pedraza, calciatore spagnolo
- 1996 - Kevin Serapio, calciatore nicaraguense
- 1996 - Åge Solheim, ex sciatore alpino norvegese
- 1996 - Nicolás Talpone, calciatore argentino
- 1996 - Anthī Vasilantōnakī, pallavolista greca
- 1997 - Luis Arráez, giocatore di baseball venezuelano
- 1997 - Warren Caddy, calciatore francese
- 1997 - Facundo Cambeses, calciatore argentino
- 1997 - Valerio Costa, cestista italiano
- 1997 - Álvaro Fidalgo, calciatore spagnolo
- 1997 - Vincent Marcel, calciatore francese
- 1997 - Omid Noorafkan, calciatore iraniano
- 1997 - Maxence Prévot, calciatore francese
- 1997 - Luka Ratković, calciatore serbo
- 1997 - Facundo Waller, calciatore uruguaiano
- 1997 - Michael Špaček, hockeista su ghiaccio ceco
- 1998 - José María Amo, calciatore spagnolo
- 1998 - Kristijan Bistrović, calciatore croato
- 1998 - Elle Fanning, attrice statunitense
- 1998 - Matthew Guillaumier, calciatore maltese
- 1998 - Jaylon Hadden, calciatore costaricano
- 1998 - Kyra Hoevertsz, nuotatrice artistica
- 1998 - Josh Jobe, giocatore di football americano statunitense
- 1998 - DeVante' Jones, cestista statunitense
- 1998 - Yann Kitala, calciatore congolese (Repubblica Democratica del Congo)
- 1998 - Luís Esteves, calciatore portoghese
- 1998 - James McGarry, calciatore neozelandese
- 1998 - Nathan Mensah, cestista ghanese
- 1998 - Malik Osborne, cestista statunitense
- 1998 - Gabriel Tual, mezzofondista francese
- 1998 - Sam Tutty, attore britannico
- 1998 - Cortnee Vine, calciatrice australiana
- 1999 - Saddiq Bey, cestista statunitense
- 1999 - Maurice Calloo, cestista canadese
- 1999 - Nemanja Dragutinović, calciatore bosniaco
- 1999 - Ikhsan Fandi, calciatore singaporiano
- 1999 - Isaac Hempstead-Wright, attore inglese
- 1999 - Lil Nas X, rapper e cantautore statunitense
- 1999 - Aljaž Jarc, ex ciclista su strada sloveno
- 1999 - Sergej Kutuzov, lottatore russo
- 1999 - Chiello, cantautore e rapper italiano
- 1999 - Stanley Nsoki, calciatore francese
- 1999 - Eugenia Pompanin, hockeista in-line e ex hockeista su ghiaccio italiana
- 1999 - Miguel Reisinho, calciatore portoghese
- 1999 - Martin Rymarenko, calciatore slovacco
- 1999 - Apostolos Stamatelopoulos, calciatore australiano
- 1999 - Anamaria Vartolomei, attrice rumena
- 1999 - Lucho Vega, calciatore argentino
- 1999 - Nick Venema, calciatore olandese
- 1999 - Rúben Vinagre, calciatore portoghese
- 1999 - Kiana Williams, cestista statunitense
- 2000 - Cristian Barros, calciatore uruguaiano
- 2000 - Courtney Buzzerio, pallavolista statunitense
- 2000 - Matthew Dinham, ciclista su strada australiano
- 2000 - Tiago Djaló, calciatore portoghese
- 2000 - Jackie Evancho, mezzosoprano statunitense
- 2000 - Gabriele Ferrarini, calciatore italiano
- 2000 - Stanley Mburu, mezzofondista keniota
- 2000 - Brenock O'Connor, attore e cantante britannico
- 2000 - Zié Ouattara, calciatore ivoriano
- 2000 - Jemmes, calciatore brasiliano
- 2000 - Kaori Sakamoto, pattinatrice artistica su ghiaccio giapponese
- 2000 - Marion Thénault, sciatrice freestyle canadese

## XXI secolo(24)
- 2001 - Sinaly Diomandé, calciatore ivoriano
- 2001 - Justin Eboigbe, giocatore di football americano statunitense
- 2001 - Mauricio Isais, calciatore messicano
- 2001 - Aïmen Moueffek, calciatore marocchino
- 2001 - Nika Mühl, cestista croata
- 2001 - Aleksander Paluszek, calciatore polacco
- 2001 - Brooke Raboutou, arrampicatrice statunitense
- 2001 - Davide Toneatti, ciclocrossista, mountain biker e ciclista su strada italiano
- 2002 - Tyrese Asante, calciatore olandese
- 2002 - Niccolò Galli, pistard e ciclista su strada italiano
- 2002 - Goṙ Manvelyan, calciatore armeno
- 2002 - Danielle Maxwell, calciatrice nordirlandese
- 2002 - Fabinho, calciatore brasiliano
- 2003 - Mário Junior, calciatore guineense
- 2003 - Awonder Liang, scacchista statunitense
- 2003 - Jorge Pascual, calciatore spagnolo
- 2004 - Muhammed Damar, calciatore tedesco
- 2004 - Colston Loveland, giocatore di football americano statunitense
- 2005 - Aleix Aubert Serracanta, sciatore alpino spagnolo
- 2005 - Filip Mielke, calciatore slovacco
- 2005 - Sakurako Uchida, nuotatrice artistica giapponese
- 2005 - Nahuel da Silva, calciatore uruguaiano
- 2007 - Alexander Velázquez, calciatore uruguaiano
- 2009 - Taťána Fleková, nuotatrice artistica ceca